# Dněsterský liman
Dněsterský liman (ukrajinsky Дністровський лиман / Dnistrovs'kyj lyman, historicky také Ovidiovo jezero) je limanové jezero, které leží v Oděské oblasti na Ukrajině a odděluje území zvané Budžak od zbytku země. S rozlohou 360 km² je největším jezerem v zemi. Jmenuje se podle řeky Dněstr, která do něj ústí deltou na severní straně. V zimě zamrzá. Je 42  km dlouhý a maximálně 12 km široký, u Bilhorodu se zužuje na 3,5 km. Je velmi mělký, maximální hloubka činí 2,7 m a průměrná 1,8 m. Jezero zadržuje objem vody 0,54 km³.

## Vodní režim
S Černým mořem je spojen úzkým průlivem v jižní části písečné kosy Buhaz, která jej od moře odděluje. Proudy v jezeře jsou závislé na větru a množství vody přitékající Dněstrem.

## Osídlení pobřeží
Na západním pobřeží leží město Bilhorod-Dnistrovskyj (historicky Tyras, Akerman) a na východním Ovidiopol. Dále leží na pobřeží obce Zatoka, Karolina-Buhaz (na kose Buhaz), Šabo.